# Clasificación para la Copa Mundial Femenina de Fútbol de 2019

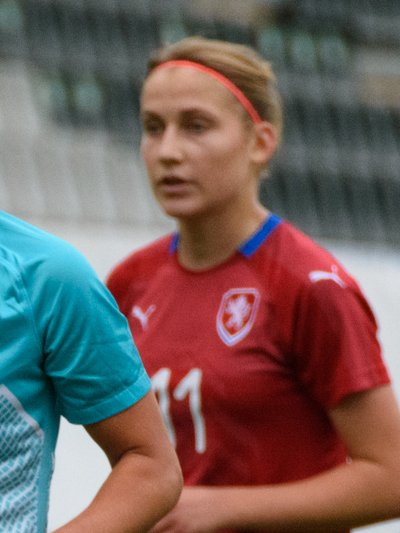
Kamila Dubcová futbolista de la selección nacional femenina de la República Checa

La clasificación para la Copa Mundial Femenina de Fútbol de 2019 determinó cuales fueron las 23 selecciones que junto a Francia, equipo sede del torneo, disputaron la Copa Mundial.

Participaron 24 equipos de las 6 confederaciones.
- AFC (Asia): 5 cupos
- CAF (África): 3 cupos
- CONCACAF (Norte/Centroamérica y el Caribe): 3.5 cupos
- CONMEBOL (América del Sur): 2.5 cupos
- OFC (Oceanía): 1 cupo
- UEFA (Europa): 8 cupos + anfitrión

## Equipos clasificados
| N.° | Equipo         | Detalle                                                                                           | Fecha de clasificación   | Part. | Cons. | Última | Mejor presentación                     | Ranking FIFA |
| --- | -------------- | ------------------------------------------------------------------------------------------------- | ------------------------ | ----- | ----- | ------ | -------------------------------------- | ------------ |
| 1   | Francia        | Anfitrión                                                                                         | 22 de marzo de 2015      | 4     | 3     | 2015   | Cuarto lugar (2011)                    | 3            |
| 2   | China          | 1° del Grupo A de la Copa Asiática 2018                                                           | 9 de abril de 2018       | 7     | 2     | 2015   | Subcampeón (1999)                      | 17           |
| 3   | Tailandia      | 2° del Grupo A de la Copa Asiática 2018                                                           | 12 de abril de 2018      | 2     | 2     | 2015   | Primera ronda (2015)                   | 28           |
| 4   | Australia      | 1° del Grupo B de la Copa Asiática 2018                                                           | 13 de abril de 2018      | 7     | 7     | 2015   | Cuartos de final (2007)                | 8            |
| 5   | Japón          | 2° del Grupo B de la Copa Asiática 2018                                                           | 13 de abril de 2018      | 8     | 8     | 2015   | Campeón (2011)                         | 11           |
| 6   | Corea del Sur  | Ganador de la repesca de la Copa Asiática 2018                                                    | 16 de abril de 2018      | 3     | 2     | 2015   | Octavos de final (2015)                | 15           |
| 7   | Brasil         | 1° del cuadrangular final de la Copa América 2018                                                 | 19 de abril de 2018      | 8     | 8     | 2015   | Subcampeón (2007)                      | 7            |
| 8   | Chile          | 2° del cuadrangular final de la Copa América 2018                                                 | 22 de abril de 2018      | 1     | 1     | -      | Debut                                  | 39           |
| 9   | España         | 1° del Grupo 7 de la Clasificación de UEFA para la Copa Mundial Femenina de Fútbol de 2019        | 8 de junio de 2018       | 2     | 2     | 2015   | Primera ronda (2015)                   | 12           |
| 10  | Italia         | 1° del Grupo 6 de la Clasificación de UEFA para la Copa Mundial Femenina de Fútbol de 2019        | 8 de junio de 2018       | 3     | 1     | 1999   | Cuartos de final (1991)                | 16           |
| 11  | Inglaterra     | 1° del Grupo 1 de la Clasificación de UEFA para la Copa Mundial Femenina de Fútbol de 2019        | 31 de agosto de 2018     | 5     | 4     | 2015   | Tercer lugar (2015)                    | 4            |
| 12  | Escocia        | 1° del Grupo 2 de la Clasificación de UEFA para la Copa Mundial Femenina de Fútbol de 2019        | 04 de septiembre de 2018 | 1     | 1     | -      | Debut                                  | 19           |
| 13  | Noruega        | 1° del Grupo 3 de la Clasificación de UEFA para la Copa Mundial Femenina de Fútbol de 2019        | 31 de agosto de 2018     | 8     | 8     | 2015   | Campeón (1995)                         | 13           |
| 14  | Suecia         | 1° del Grupo 4 de la Clasificación de UEFA para la Copa Mundial Femenina de Fútbol de 2019        | 31 de agosto de 2018     | 8     | 8     | 2015   | Subcampeón (2003)                      | 9            |
| 15  | Alemania       | 1° del Grupo 5 de la Clasificación de UEFA para la Copa Mundial Femenina de Fútbol de 2019        | 31 de agosto de 2018     | 8     | 8     | 2015   | Campeón (2003, 2007)                   | 2            |
| 16  | Canadá         | Finalista de la Copa de Oro Femenina de la Concacaf de 2018                                       | 14 de octubre de 2018    | 7     | 7     | 2015   | Cuarto lugar (2003)                    | 5            |
| 17  | Estados Unidos | Finalista de la Copa de Oro Femenina de la Concacaf de 2018                                       | 14 de octubre de 2018    | 8     | 8     | 2015   | Campeón (1991, 1999, 2015)             | 1            |
| 18  | Jamaica        | Tercer lugar de la Copa de Oro Femenina de la Concacaf de 2018                                    | 17 de octubre de 2018    | 1     | 1     | -      | Debut                                  | 64           |
| 19  | Países Bajos   | Ganador de la repesca de la Clasificación de UEFA para la Copa Mundial Femenina de Fútbol de 2019 | 13 de noviembre de 2018  | 2     | 2     | 2015   | Octavos de final (2015)                | 10           |
| 20  | Argentina      | Ganador de la repesca Concacaf–Conmebol                                                           | 13 de noviembre de 2018  | 3     | 1     | 2007   | Primera ronda (2003)                   | 37           |
| 21  | Nigeria        | Finalista del Campeonato Femenino de la CAF 2018                                                  | 27 de noviembre de 2018  | 8     | 8     | 2015   | Cuartos de final (1999)                | 38           |
| 22  | Sudáfrica      | Finalista del Campeonato Femenino de la CAF 2018                                                  | 27 de noviembre de 2018  | 1     | 1     | -      | Debut                                  | 50           |
| 23  | Camerún        | Tercer lugar del Campeonato Femenino de la CAF 2018                                               | 30 de noviembre de 2018  | 2     | 2     | 2015   | Octavos de final (2015)                | 49           |
| 24  | Nueva Zelanda  | Ganador del Campeonato Femenino de la OFC 2018                                                    | 01 de diciembre de 2018  | 5     | 4     | 2015   | Primera ronda (1991, 2007, 2011, 2015) | 20           |